# Camp TUTO

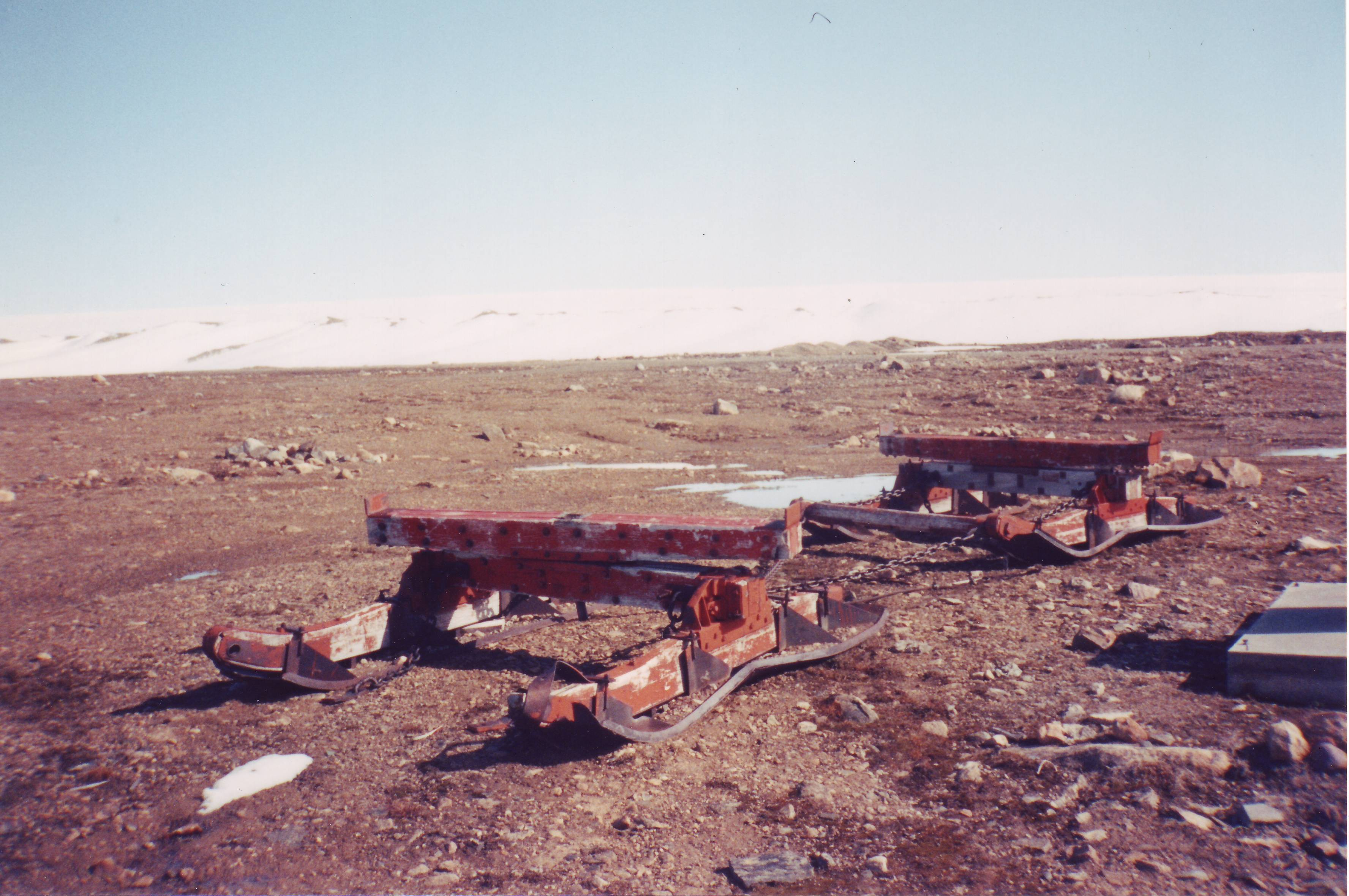
Camp TUTO

Camp TUTO (für Thule Take-Off) war ein Militärstützpunkt der U.S. Army auf Grönland. Er befand sich 29 km östlich der Thule Air Base. Er wurde von 1954 bis 1966 betrieben. Die Basis verfügte über eine Start- und Landebahn von 610 m Länge.